# Pachybrachis hepaticus
Pachybrachis hepaticus är en skalbaggsart som först beskrevs av F. E. Melsheimer 1847.  Pachybrachis hepaticus ingår i släktet Pachybrachis och familjen bladbaggar.

## Underarter
Arten delas in i följande underarter:
- P. h. hepaticus
- P. h. heteroderus